# لئونورا، استرالیای غربی
لئونورا (به انگلیسی: Leonora) یک شهرک در استرالیا است که در استرالیای غربی واقع شده‌است.